# Ryan Howard
Ryan James Howard (19 de novembro de 1979) é um ex-jogador profissional de beisebol estadunidense.

## Carreira
Ryan Howard foi campeão da World Series 2008 jogando pelo Philadelphia Phillies. Na série de partidas decisiva, sua equipe venceu o Tampa Bay Rays por 4 jogos a 1.